# ヤマジカズヒデ
ヤマジ カズヒデ（1966年3月25日 - ）は、日本の音楽家、ギタリスト、歌手。サイケデリック・ロックバンド「dip」のリーダー。本名は山路 一秀。神奈川県出身。血液型はB型。

## 経歴・人物

### 1980 - 1990年代
- 1985年4月、法政大学文学部哲学科に入学。
- 1985年頃、劇団「東京グランギニョル」の役者・石川成俊がボーカリストを務めていたロックバンド「Days of Green」のギタリストとなる。
- 1987年、「dip」の母体となるロックバンド「DIP THE FLAG」を結成し、ギタリスト兼ボーカリストとして活動開始。
- 1991年、「dip」を結成。
- 1990年代前半に、インディーズレーベル「SSE COMMUNICATIONS」から、ソロ・アルバムを3枚発表。「dip」でのエッジが効いたサイケデリックなギターサウンドとは対照的な、アコースティック・ギターを多用した作品。

### 2000年代以降
- 2005年10月8日公開の豊田利晃監督の映画『空中庭園』の映画音楽を担当[2]。
- 2012年9月1日公開の日本映画『I'M FLASH!』のため、スペシャルバンド「I'M FLASH! BAND」をチバユウスケ、中村達也、KenKenとともに結成し、劇中歌である鮎川誠の楽曲「I'M FLASH!」をカバーした（詳細はI'M FLASH!を参照）。
- 2019年から、ヤプーズにギタリストとして参加。
- 2020年7月10日公開の豊田利晃監督の小笠原諸島のドキュメンタリー映画『プラネティスト』に出演、映画音楽も担当[3]。
- 2021年8月14日公開の豊田利晃監督の時代劇短編映画『全員切腹』（主演：窪塚洋介）の映画音楽を担当[4]。

## dip以外の活動
- pharmacy
- qyb
- waterloo
- after the sludge
- uminecosounds[5]
- ヤプーズ

## ディスコグラフィ

### ソロ・アルバム
- Sunday Paffce - SSE COMMUNICATIONS、1991年7月15日
- Crawl - SSE COMMUNICATIONS、1992年
- 400 モアイアイズ - SSE COMMUNICATIONS、1994年3月10日
- ヤマジカズヒデ ソロ Box Set 3枚組 - Daizawa Records (UK Project) 、2007年11月7日
  - SSE COMMUNICATIONSからリリースしたソロ・アルバム上記3枚の再発リマスターボックスセット[6]。
- Over Sleeper - Daizawa Records (UK Project) 、2015年

### 自主制作盤CD-R
上記ソロ・アルバムの他にも、自主制作盤CD-Rをリリースしている。
- nocturne
- to here never come
- derwaters
- labo
- echo in
- echo out
- too drunk to play drum
- never learn to ride
- intertwined wire
- feu follet
- acoustic mole
- industry mole
- other moles
- Banda Sonora
- COLONNA SONORA
- trilha sonora
- ELTANO OVI
- MARCH 23,2012 - 「ヤマジカズヒデ+ホンジョウカツミ+スドウトシアキ+ミウラマキ」名義
- WL